# Eucereon hampsoni
Eucereon hampsoni är en fjärilsart som beskrevs av Rothschild 1912. Eucereon hampsoni ingår i släktet Eucereon och familjen björnspinnare. Inga underarter finns listade i Catalogue of Life.